# Adrenocrom
L'Adrenocrom, de fórmula química C9H9NO₃, és un producte de l'oxidació de l'adrenalina. La semicarbazona d'adrenocrom, també coneguda com a carbazocrom, és usada com a fàrmac per a reduir el sagnat capil·lar. Tot i que té propietats psicoactives i indueix canvis al comportament, difícilment es pot classificar l'adrenocrom com una droga psicodélica. S'oxida fàcilment donant melanina, tot i que el seu processament defectuós afavoreix la generació d'adrenolutina.

## Hipòtesi de l'esquizofrènia
Existeix una hipòtesi del Dr. Abram Hoffer i Humphry Osmond, que involucra l'adrenocrom amb l'esquizofrènia, que ha estat rebutjada durant molt de temps pels principals actors de la indústria farmacèutica.
Estudis de mitjans del segle vint han indicat que l'adrenocrom és metabolitzat a partir d'una de les dues substàncies següents; el dihidroxi-indol o l'adrenolutina. El dihidroxi-indol pot equilibrar l'ansietat i els efectes depressius de l'adrenalina, per a reduir la tensió i la irritabilitat. Tot i que, el tractament defectuós de l'adrenocrom, afavoreix la generació de la substància tòxica adrenolutina, la qual es combina amb adrenocrom. La hipòtesi, proposa que la combinació adrenocrom-adrenolutina, podria provocar la interrupció dels processos químics normals de cervell. Aquesta interrupció, d'acord amb la seua hipòtesi, seria la responsable de la simptomatologia de l'esquizofrènia.

## Síntesi
Una solució d'adrenocrom pot ser sintetitzada a partir d'una suspensió d'adrenalina en solució aquosa (generalment aigua per a crear la suspensió i una petita quantitat d'àcid clorhídric per afavorir la dissolució). S'afegeix un agent oxidant, com l'òxid de plata o la catecol oxidasa i es filtra la solució per a aïllar l'adrenocrom.

## Descomposició
L'adrenocrom es destrueix completament en 4 minuts amb 1% d'àcid clorhídric i en 40 segons amb 1% d'amoníac. A pH 7,3 i 37C el color vermell desapareix en 35 minuts, i fins i tot per sota les condicions òptimes per mantenir la solució, a pH 4,0 i 0C, podria fer-ne una marcada descomposició i formació de melanina en 4-5 hores.
En la condició seca cristal·lina s'hauria de poder mantenir durant diverses setmanes, però al utilitzar un dessecador de buit, es descompon donant un producte amorf marró. La substància cristal·lina sembla un hidratat. Els cristalls es descomponen per escalfor entre 115 i 120 °C.
És molt soluble en aigua i també és fàcilment soluble en alcohol metílic. S'elimina quantitativament de la solució aquosa per absorció de carbó vegetal, i es pot eluir de nou del carbó vegetal amb alcohol metílic.